# La figlia del Corsaro Verde (romanzo)
La figlia del Corsaro Verde è un romanzo d'avventura scritto da Renzo Chiarelli ma pubblicato a firma di Omar Salgàri (quarto e ultimo figlio di Emilio Salgari), originariamente uscito per i tipi della casa editrice Sonzogno nel 1941.
Rientra quindi tra i numerosi romanzi pubblicati dopo la morte di Emilio Salgari e ispirati alle sue opere, e precisamente a quelli della serie de I corsari delle Antille, aventi come protagonista il personaggio del Corsaro Nero (Emilio di Roccabruna, signore di Ventimiglia) e i suoi fratelli e discendenti.
Ne La figlia del Corsaro Verde la protagonista è Manuela, figlia di Consalvo di Roccabruna, ultimo dei quattro figli del Conte di Ventimiglia, e di Aida, figlia del marchese di San Secondo. Le vicende dell'amore di Consalvo e Aida sono raccontate estesamente nel romanzo Il Corsaro Verde e in parte nel romanzo Il Corsaro Rosso, anche questi appartenenti alla serie dei romanzi apocrifi sui corsari delle Antille.
Il romanzo fu pubblicato alcuni mesi dopo l'uscita del film omonimo del 1940 per la regia di Enrico Guazzoni.

## Trama
Inizi del XVIII secolo, nella colonia spagnola di Maracaibo. Il locale governatore fa presente all'inviato della corte di Madrid la situazione precaria in cui si trovano i sudditi del re di Spagna, attorniati dai pericoli, rappresentati principalmente dai filibustieri, tornati a farsi pericolosi sotto la guida di Zampa di Ferro, la cui base operativa è in una anonima “Isola dei Pirati”, di cui nessuno conosce la localizzazione. Le forze di cui il governatore può disporre sono misere: pochi soldati ed un'unica nave da guerra, vecchia e malandata. Ma il governatore è consapevole che attendersi aiuti dalla madrepatria sarebbe inutile, e predispone un piano imperniato sulla figura di un giovane valente ufficiale, il tenente Ettore Hernandez, conte de la Riva.
Un paio di giorni dopo, il banditore della città annuncia la prossima impiccagione di alcuni sostenitori della Filibusteria, e le dimissioni dall'esercito del tenente Hernandez. Quella sera l'ex ufficiale si presenta, con abiti dimessi, in una taverna malfamata. Due degli avventori gli si avvicinano e gli offrono la possibilità di riscattarsi unendosi ai filibustieri, cosa che Hernandez prende in seria considerazione. Nel frattempo il governatore apprende da una lettera appena arrivata dalla Spagna che sua figlia Isabella ed altre fanciulle originarie della colonia stanno per fare ritorno a Maracaibo, senza che a Madrid ci si renda conto dei pericoli in cui potrebbero incorrere.
Qualche giorno dopo una imbarcazione con un solo uomo a bordo raggiunge la misteriosa Isola dei Pirati. L'uomo è Ettore Hernandez, che viene subito fatto prigioniero e condotto nel covo di Zampa di Ferro, dove il giovane ha modo di incontrare una fanciulla di eccezionale avvenenza dai capelli e gli occhi neri: Manuela, la figlia del Corsaro Verde. Quest'ultima era rimasta orfana da bambina sia di padre che di madre, ed era stata allevata da Zampa di Ferro, che del Corsaro Verde era stato un fedele e devoto aiutante.
Ettore fa quindi la conoscenza dei principali esponenti della filibusteria, Zampa di Ferro, un uomo feroce ma leale, e il suo luogotenente El Rojo, uno spregevole criminale infatuato della bellissima Manuela. Ettore viene affidato alla sorveglianza di Butafuego, un ometto buffo ma fondamentalmente generoso, in attesa di una prova di lealtà che Zampa di Ferro chiede per potersi fidare del nuovo arrivato.
La prova di lealtà consiste in un combattimento che vede contrapposto ad Ettore un gigantesco bruto, il mulatto El Cabezo. Vista la sproporzione di muscolatura tra il colosso di sangue misto ed il giovane spagnolo, sembra che non ci sia per l'ultimo alcuna possibilità; ma Ettore sfrutta la superiore agilità e astuzia ed ha ragione dell'avversario, a cui risparmia la vita.
Intanto a Maracaibo il governatore fa del suo meglio per preparare la città ad un eventuale attacco dei pirati. Una sera coglie l'occasione per avvertire alcuni dei notabili che nel giro di qualche giorno sarebbe giunta a Maracaibo una nave da guerra con a bordo sei fanciulle, assenti da molti anni: la figlia del governatore e altre compagne, di ritorno dagli anni formativi trascorsi nella capitale. La notizia non sfugge a uno degli spioni al soldo di Zampa di Ferro, che viene quindi informato della circostanza.
Ettore si riprende dalle fatiche e dalle ferite della lotta con El Cabezo, grazie anche alla dolcissima assistenza di Manuela; è evidente che questa è innamorata del giovane spagnolo, il quale prova per lei solo un affetto fraterno.
Zampa di Ferro allestisce una spedizione per catturare la nave spagnola e le sei fanciulle; nonostante una valorosa resistenza, gli spagnoli vengono sconfitti e la nave da guerra spagnola con le damigelle diventano bottino dei pirati.
Ettore, che pure ha partecipato alla missione, è sconvolto al pensiero delle sofferenze delle fanciulle prigioniere, e in particolare di Isabella, la bellezza bionda figlia del governatore, di cui si innamora a prima vista, ricambiato. Ciò scatena la gelosia di Manuela, che fa frustare Isabella. A minacciare ulteriormente le ragazze, un gruppo di pirati cerca di assaltare il luogo dove sono state rinchiuse, con l'evidente scopo di stuprarle, e solo il tempestivo intervento di Zampa di Ferro impedisce l'attuazione del piano. Ettore cerca di far fuggire le prigioniere, ma a causa delle macchinazioni di El Rojo viene scoperto e a sua volta imprigionato.
La nave spagnola, riparata in breve tempo, riprende il mare sotto la guida di Zampa di Ferro, che intende cogliere di sorpresa la città di Maracaibo e costringere il governatore alla resa, in cambio della salvezza delle ragazze.
Manuela nel frattempo si confronta con Ettore, e in cambio della promessa del suo amore si mette in mare con un'altra nave pirata per far fallire il piano di Zampa di Ferro e assicurare la liberazione di Isabella e delle sue compagne. Ma la spedizione è funestata da un tremendo uragano che fa naufragare la nave di Manuela e costringe Ettore, assieme a Manuela, Butafuego, El Cabezo e pochi altri, a una marcia forzata, in parte facilitata da un assalto ad una fazenda isolata, dove i pirati si procurano armi, viveri e soprattutto cavalli.
Giunto davanti a Maracaibo, dove nessuno sospetta che la nave da guerra sia in realtà nelle mani dei pirati, Zampa di Ferro costringe (anche con la minaccia dell'impiccagione) il precettore delle nobili damigelle a portare al governatore il suo ultimatum: la resa del castello e della città, in cambio della vita delle donzelle e di una cospicua cifra in monete d'oro.
Il governatore, consultatosi con i notabili cittadini, cede all'ultimatum. Ma quando il trionfo di Zampa di ferro sembra completo, arrivano Manuela, Ettore e i loro uomini, che ribaltano la situazione con l'aiuto degli spagnoli. El Rojo cerca allora di uccidere Ettore, ma Manuela si interpone e riceve il letale colpo di spada al posto del suo amato. Zampa di Ferro, furioso, cerca di uccidere El Rojo, che lo fredda con una pistolettata prima di fuggire.
Ma anche la gioia di El Rojo dura poco. La nave su cui il pirata sta per allontanarsi carico delle piastre d'oro consegnate dagli spagnoli, salta in aria per l'intervento di El Cabezo, che ha sempre odiato El Rojo, ha sempre amato Manuela, e deve a Ettore la vita.
Nulla può più ostacolare l'amore di Ettore de la Riva e della bellissima Isabella.

## Temi del romanzo

### Razzismo
La descrizione del "mulatto" El Cabezo nel capitolo 9, con il riferimento alla sua natura brutale causata dal sangue africano, è indisputabilmente razzista, coerente con lo spirito dei tempi in cui il romanzo venne scritto.

## Edizioni
- Omar Salgari, La figlia del Corsaro Verde, Carroccio Editore, 1964.

## Filmografia
- La figlia del Corsaro Verde (1940) di Enrico Guazzoni[4]